# 塔博爾市鎮
塔博爾市鎮，是斯洛維尼亞中部偏東北的一個市镇，行政中心為塔博爾。它位於下薩維尼亞河谷的西南部，主要是丘陵邊緣。該市鎮傳統上屬於下施蒂利亞地區，現在包括在薩維尼亞統計區中。市镇面积为34.8平方公里，2020年人口数量为1,669人。
塔博爾市鎮的节庆日是4月24日，以紀念17世紀從 Ojstrica 城堡開始的偉大農民起義。
塔博爾市鎮包括Črni Vrh、Kapla、塔博爾、Loke、Miklavž pri Taboru、Ojstriška vas、Pondor等聚居地。

## 外部連結
- 官方网站  （斯洛文尼亚文）